# Marcel Fischer
Marcel Fischer (Biel/Bienne, 1978. augusztus 14. –) olimpiai és Európa-bajnok svájci párbajtőrvívó.